# Sainte-Maure
Pour l'île de la Mer Ionienne, voir Leucade.
Pour les articles homonymes, voir Sainte-Maure (homonymie).
Sainte-Maure est une commune française, située dans le département de l'Aube en région Grand Est.

## Géographie
| Saint-Benoit-sur-Seine | Feuges                | Vailly |
| Saint-Lyé              | Sainte-Maure          |        |
| Barberey-Saint-Sulpice | La Chapelle-Saint-Luc | Lavau  |

Le cadastre de 1837 montre au territoire : Beurville, Charley, Culoison et mont de Culoison, Davau, Dames de Saint-Pierre, le bois de Feuges, Guignon-ville, Laine-au-bois, Maison-Brûlés, Massonville, Maladière, Marnay, Montaiguillon, Planche-Quenat, Quincampoix, Rhèges, le ruisseau Araigne, Semoux, Vanne, Vaulx, le Veilleux et Vermoise.

### Hydrographie
La commune est dans la région hydrographique « la Seine de sa source au confluent de l'Oise (exclu) » au sein du bassin Seine-Normandie. Elle est drainée par la Seine, la Fausse, le Melda, le Petit Melda, un bras du Fossé d'Araignée, le canal, le Fossé 01 des Areniers, le Fossé d'Araignée, la Gue Tortue, le Melda, la rivière de la Vignotte et divers autres petits cours d'eau,.
La Seine, un fleuve long de 775 km, coule dans le Bassin parisien et notamment dans le département de l’Aube en le traversant du sud-est au nord-ouest. Elle longe la commune sur un petit tronçon au sud-ouest.
La Fausse, d'une longueur de 10 km, prend sa source dans la commune  et se jette  dans le Melda à Villacerf, après avoir traversé six communes. 

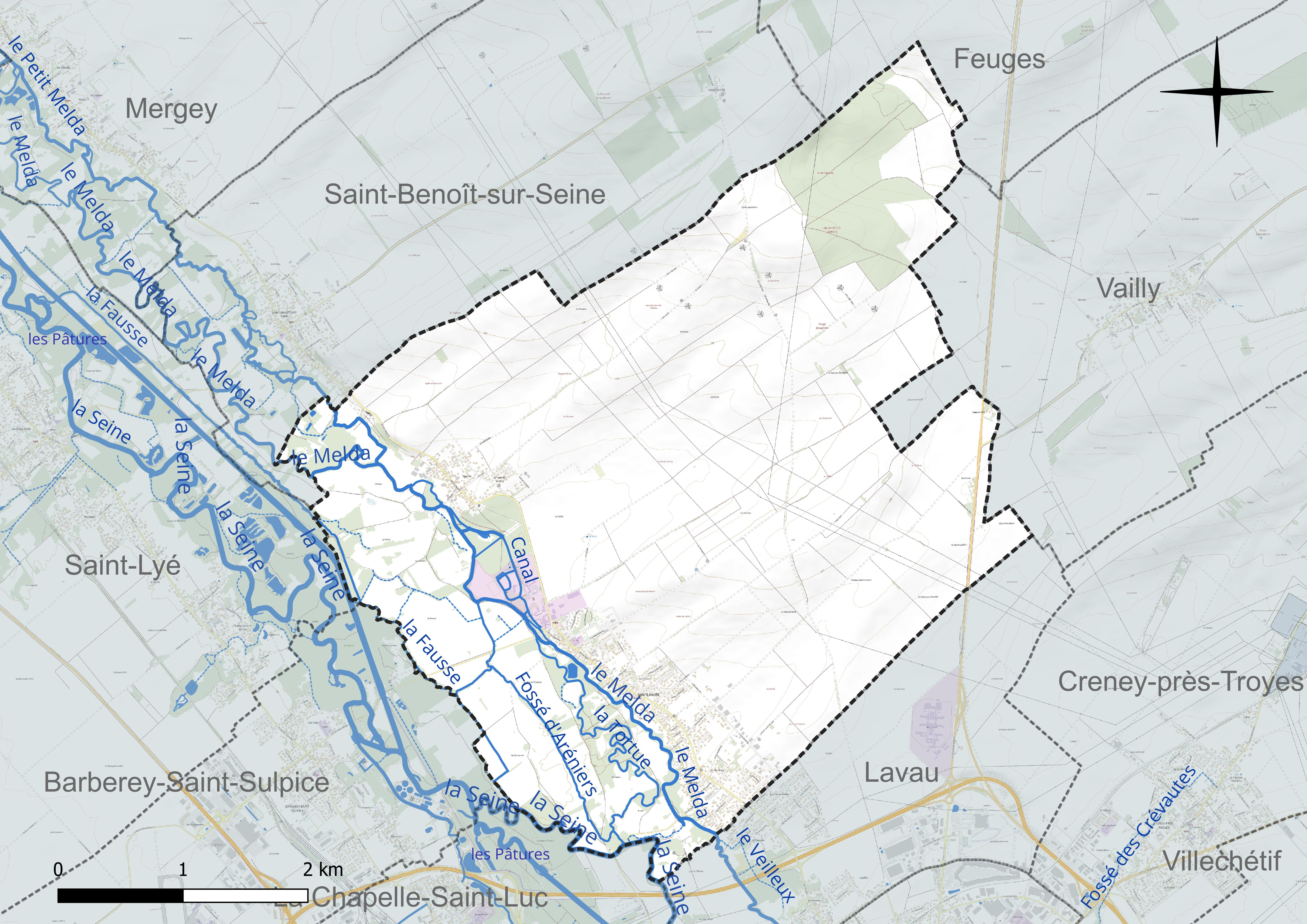
Réseau hydrographique de Sainte-Maure.

Le Melda, d'une longueur de 24 km, prend sa source dans la commune de Lavau et se jette  dans la Seine à Savières, après avoir traversé huit communes. 

### Climat
Pour des articles plus généraux, voir Climat du Grand Est et Climat de l'Aube.
En 2010, le climat de la commune est de type climat océanique dégradé des plaines du Centre et du Nord, selon une étude du Centre national de la recherche scientifique s'appuyant sur une série de données couvrant la période 1971-2000. En 2020, Météo-France publie une typologie des climats de la France métropolitaine dans laquelle la commune est exposée à un climat océanique altéré et est dans la région climatique  Nord-est du bassin Parisien, caractérisée par un ensoleillement médiocre, une pluviométrie moyenne régulièrement répartie au cours de l’année et un hiver froid (3 °C). 
Pour la période 1971-2000, la température annuelle moyenne est de 10,6 °C, avec une amplitude thermique annuelle de 15,7 °C. Le cumul annuel moyen de précipitations est de 699 mm, avec 12,1 jours de précipitations en janvier et 8 jours en juillet. Pour la période 1991-2020, la température moyenne annuelle observée sur la station météorologique de Météo-France la plus proche, « Troyes-Barberey », sur la commune de Barberey-Saint-Sulpice à 2 km à vol d'oiseau, est de 11,3 °C et le cumul annuel moyen de précipitations est de 644,6 mm. 
La température maximale relevée sur cette station est de 41,8 °C, atteinte le 25 juillet 2019 ; la température minimale est de −23 °C, atteinte le 17 janvier 1985,,. 
Les paramètres climatiques de la commune ont été estimés pour le milieu du siècle (2041-2070) selon différents scénarios d'émission de gaz à effet de serre à partir des nouvelles projections climatiques de référence DRIAS-2020. Ils sont consultables sur un site dédié publié par Météo-France en novembre 2022.

## Urbanisme

### Typologie
Au 1er janvier 2024, Sainte-Maure est catégorisée ceinture urbaine, selon la nouvelle grille communale de densité à 7 niveaux définie par l'Insee en 2022.
Elle appartient à l'unité urbaine de Troyes, une agglomération intra-départementale dont elle est une commune de la banlieue,. Par ailleurs la commune fait partie de l'aire d'attraction de Troyes, dont elle est une commune de la couronne,. Cette aire, qui regroupe 209 communes, est catégorisée dans les aires de 200 000 à moins de 700 000 habitants,.

### Occupation des sols
L'occupation des sols de la commune, telle qu'elle ressort de la base de données européenne d’occupation biophysique des sols Corine Land Cover (CLC), est marquée par l'importance des territoires agricoles (84 % en 2018), en diminution par rapport à 1990 (85,2 %). La répartition détaillée en 2018 est la suivante : 
terres arables (78,4 %), forêts (6 %), zones agricoles hétérogènes (5,6 %), milieux à végétation arbustive et/ou herbacée (5,4 %), zones urbanisées (4,6 %). L'évolution de l’occupation des sols de la commune et de ses infrastructures peut être observée sur les différentes représentations cartographiques du territoire : la carte de Cassini (XVIIIe siècle), la carte d'état-major (1820-1866) et les cartes ou photos aériennes de l'IGN pour la période actuelle (1950 à aujourd'hui).

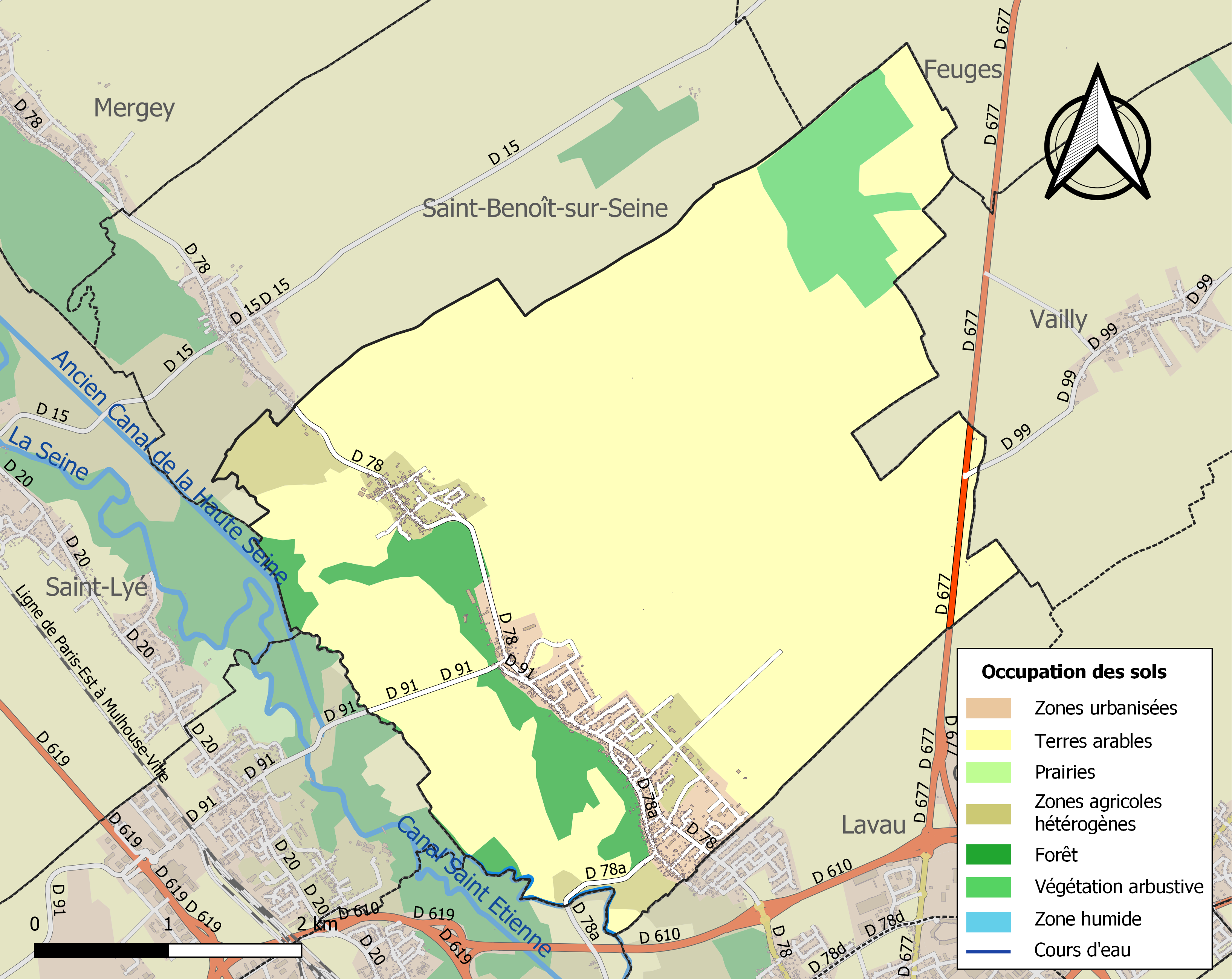
Carte des infrastructures et de l'occupation des sols de la commune en 2018 (CLC).

## Histoire
Sainte Maure († 850) fut une jeune chrétienne morte à l'âge de vingt-trois ans qui consacra sa jeunesse à secourir toutes les misères. Les pauvres de la région et les fidèles témoignèrent de leur admiration en venant en pèlerinage pour demander son intercession auprès de Dieu.
Les seigneurs étaient le comte de Champagne et le sire de Chappes, par donations le chapitre Saint-Étienne, le chapitre Saint-Pierre, l'abbaye Saint-Martin et Notre-Dame-aux-Nonnains le devinrent aussi.
Avant de l'intendance et de la généralité de Châlons, de l'élection et du bailliage de Troyes, au cours de la Révolution française, la commune porta provisoirement le nom de Mont-Bel-Air-Net.
Le 27 pluviôse an III, la commune a absorbé celles voisines de Culoison et de Vannes.

### Vannes
Même si l'on utilise aujourd'hui la graphie Vannes, ce ne fut pas toujours le cas : la graphie d'usage, désormais peu usitée était Vanne. 
La seigneurie appartenait au chapitre cathédral de Troyes jusqu'à la cathédrale. En 1188 l'évêque Manassès II de Pougy donnait une partie de sa seigneurie et le moulin qu'il avait acheté à Geoffroi de Villehardouin,.
Le plus ancien bail fut donné à Jean Nêplot le 30 novembre 1392, puis à Colin Bonnelin le 23 mmai 1437, ce dernier payant quinze setiers de seigle par an. Le 3 juillet 1458 Felizet Salomon et Perrotin Sergent, papiratores à Troyes prenaient bail du moulin. Puis ce fut Jean Slomon et Guillaume Sémillard qui prenaient bail le 19 septembre 1473, où est cité moulin à blé et à papier, ils payaient quarante livres tournois et quarante mains de papier comme location annuelle. Vers 1580 Nicolas le Bé louait le moulin aux Gouault et Jacques le Bé avec Edmond Denise l'achetèrent le 16 novembre 1600, il y avait alors deux moulins à papier, deux à blé et un à chanvre. Le dernier du nom, Nicolas marié à Marie-Anne Sageon, mourait en 1743 et laissait les moulins à ses neveux Marie-Barbe et Françoise Massey, Edme-François dit le Balloy et les autres moulins étaient dans les mains de la famille Denise.
Ancien hameau qui formait une communauté de l'intendance et de la généralité de Châlons, de l'élection et du bailliage de Troyes ; les droits royaux relevaient de la Mairie de la Grande-Rivière. 
Du 29 janvier au 27 novembre 1790, Vanne qui inclut Vermoise forme une commune du canton de Villacerf ; à partir de cette date, Vanne passe au canton de Creney. Vanne comptait 136 habitants en 1787 et 150 en 1790. 

### Culoison
En 1789, c'était une communauté de 251 habitants qui dépendait de l'élection de Troyes et de la Maire royale de la Grande-Rivière. C'était un arrière-fief relevait du comte de Champagne. Vers la fin du XVIe siècle un moulin était en activité.

### Charley
C'était un fief qui relevait de Saint-Sépulcre et de la Mairie royale de Grande-Rivière. Le premier seigneur relevé était Jeanne dite la Garnière, fille de Guillaume des Moulins et Guillemette de verdun, dame de Charley en 1399. Pierre Nicolas de Chavaudon de Sainte-Maure en était le seigneur en 1734 et son fils Pierre III se disait seigneur de Charley en 1762.

### Marney
Aussi orthographié Marnay, était un franc-alleu dont les seigneurs se confondaient souvent avec ceux de Culoison, la Vallotte et Vau ; il comprenait aussi les Maisons-Brûlées et dépendaient de la Mairie royale de Grande-Rivière.

### Guignonville
Ancien fief relevant de Saint-Sépulcre.

### Le Davau
Ancien domaine qui était au finage de Vannes et dépendait du chapitre Saint-Pierre de Troyes ; gagé, il appartenait à Nicolas de Mennat, seigneur de Mailly puis d'autre seigneurs avant d'être racheté par le chapitre en 1732 à Adam de Sommerécourt.

## Héraldique
|  | Les armes de la ville se blasonnent ainsi : Écartelé : au 1er de sinople aux deux épis de blé d’or passés en sautoir, au 2e d’azur à l’étoile d’argent, au 3e d’azur au moulin à eau près d’une rivière, le tout au naturel, au 4e d’or à la Vierge au naturel, accompagnée à senestre d’une église du même. |

## Politique et administration
| Période                                  | Période  | Identité                                     | Étiquette | Qualité         |
| ---------------------------------------- | -------- | -------------------------------------------- | --------- | --------------- |
| ?                                        | 1912     | Lemoine                                      |           |                 |
| 1912                                     | 1918     | Arthur Rvière                                |           |                 |
| avant 1981                               | ?        | Roland Plumard                               |           |                 |
| mars 2001                                | En cours | Denis Pottier Réélu pour le mandat 2020-2026 | DVG       | Cadre supérieur |
| Les données manquantes sont à compléter. |          |                                              |           |                 |

## Démographie
L'évolution du nombre d'habitants est connue à travers les recensements de la population effectués dans la commune depuis 1793. Pour les communes de moins de 10 000 habitants, une enquête de recensement portant sur toute la population est réalisée tous les cinq ans, les populations de référence des années intermédiaires étant quant à elles estimées par interpolation ou extrapolation. Pour la commune, le premier recensement exhaustif entrant dans le cadre du nouveau dispositif a été réalisé en 2005.

En 2022, la commune comptait 1 792 habitants, en évolution de +10,62 % par rapport à 2016 (Aube : +0,7 %, France hors Mayotte : +2,11 %).
| 1793 | 1800 | 1806 | 1821 | 1831 | 1836 | 1841 | 1846 | 1851 |
| ---- | ---- | ---- | ---- | ---- | ---- | ---- | ---- | ---- |
| 182  | 651  | 624  | 665  | 691  | 736  | 694  | 712  | 734  |

| 1856 | 1861 | 1866 | 1872 | 1876 | 1881 | 1886 | 1891 | 1896 |
| ---- | ---- | ---- | ---- | ---- | ---- | ---- | ---- | ---- |
| 724  | 696  | 609  | 636  | 610  | 579  | 547  | 509  | 518  |

| 1901 | 1906 | 1911 | 1921 | 1926 | 1931 | 1936 | 1946 | 1954 |
| ---- | ---- | ---- | ---- | ---- | ---- | ---- | ---- | ---- |
| 517  | 518  | 481  | 471  | 512  | 535  | 551  | 546  | 746  |

| 1962 | 1968 | 1975  | 1982  | 1990  | 1999  | 2005  | 2006  | 2010  |
| ---- | ---- | ----- | ----- | ----- | ----- | ----- | ----- | ----- |
| 665  | 706  | 1 003 | 1 178 | 1 218 | 1 211 | 1 457 | 1 472 | 1 412 |

| 2015  | 2020  | 2022  | - | - | - | - | - | - |
| ----- | ----- | ----- | - | - | - | - | - | - |
| 1 548 | 1 752 | 1 792 | - | - | - | - | - | - |

## Lieux et monuments
- L'église Sainte-Maure, chaire et stalles du sculpteur François Joseph Valtat.
- Le château de Sainte-Maure.
- Le château de Vermoise.
- La chapelle de l'Assomption de Vanne. Elle a longtemps été une chapelle dépendant de la paroisse de Sainte-Maure et dépendait donc de l'abbaye Saint-Martin-ès-Aires depuis 1191 ou 92. Elle est reconnue comme église succursale en 1761 et date du XIIe siècle pour le sanctuaire, la nef et une partie du transept : le reste était du XVIe siècle. Elle est dédiée à l'Assomption et a comme second patron Thomas de Canterbury, bâtie sur une forme de croix latine, son sanctuaire possède une voûte en bois avec des poutres sculptées[33].

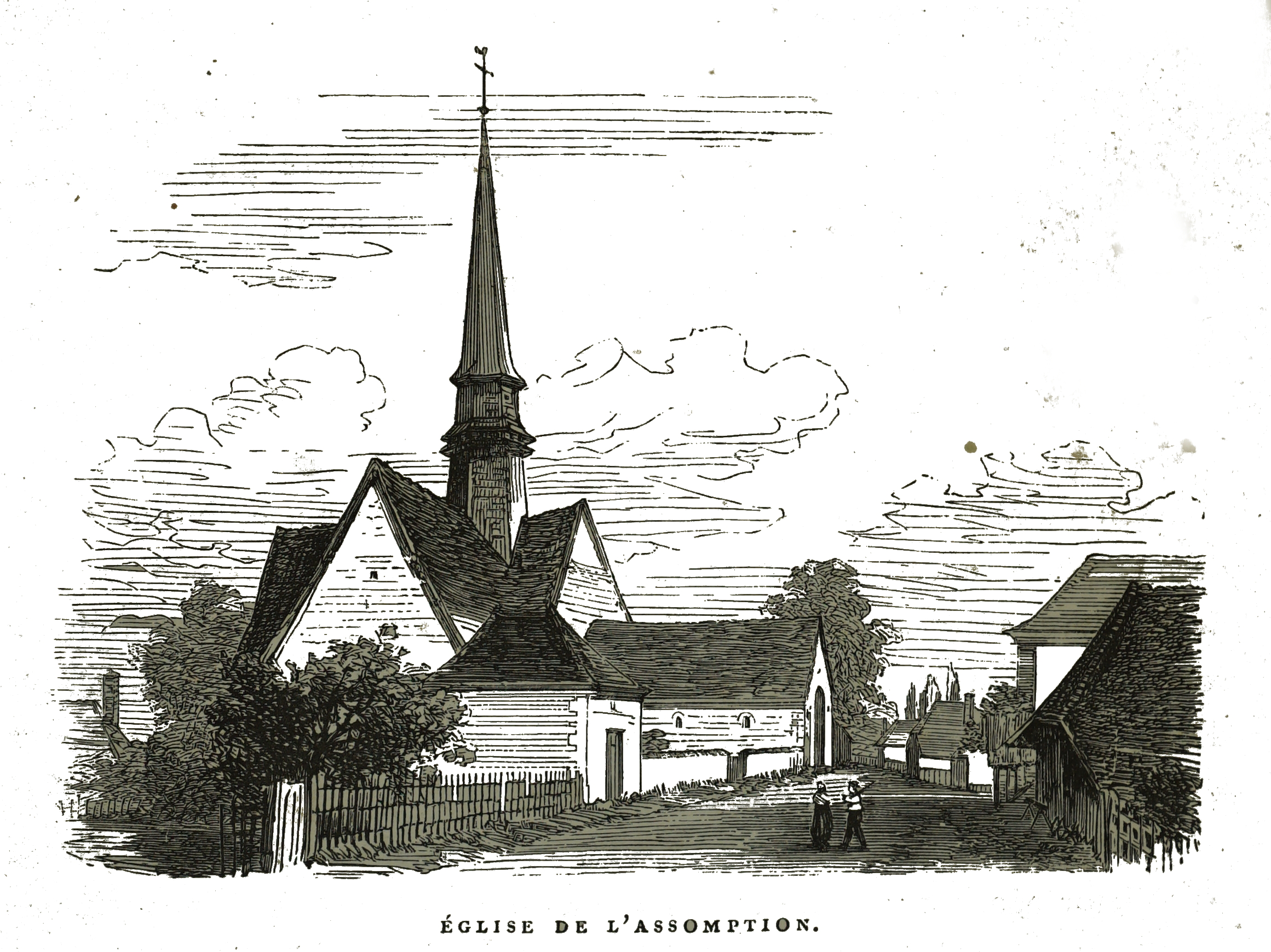
Vannes,
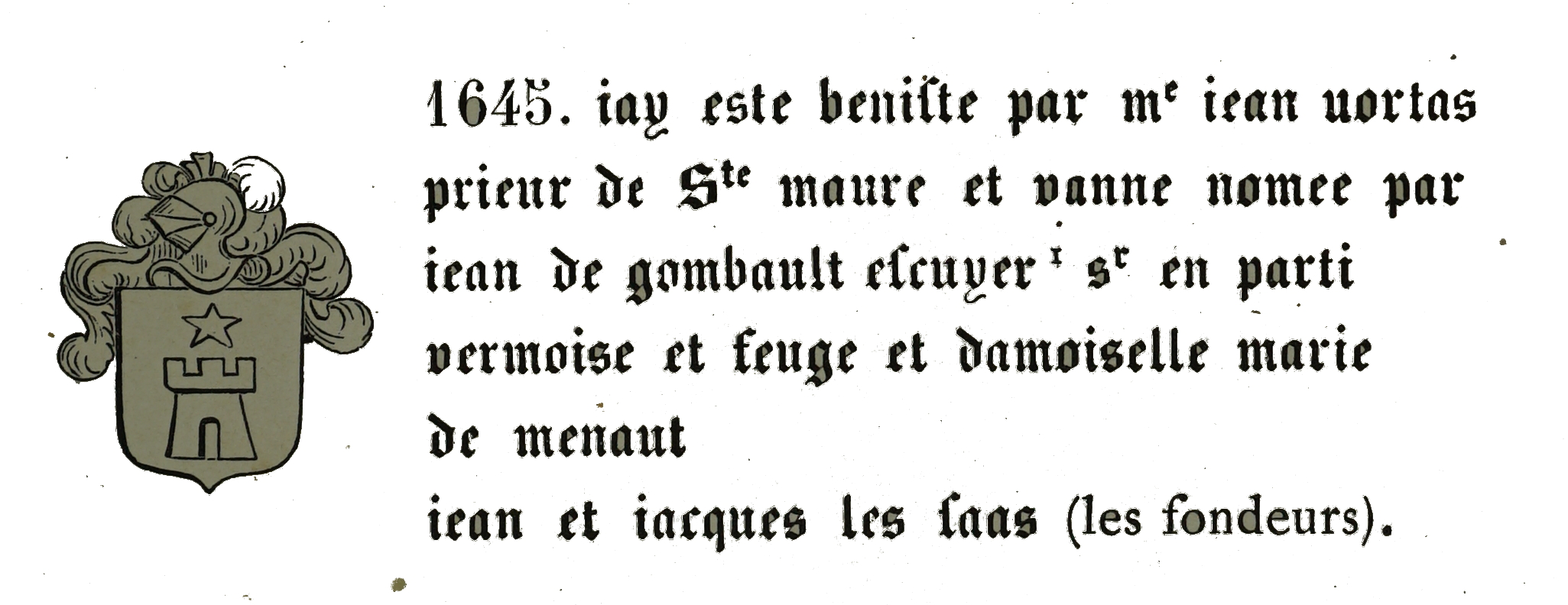
dédicace de la cloche à Iean de Gambault,
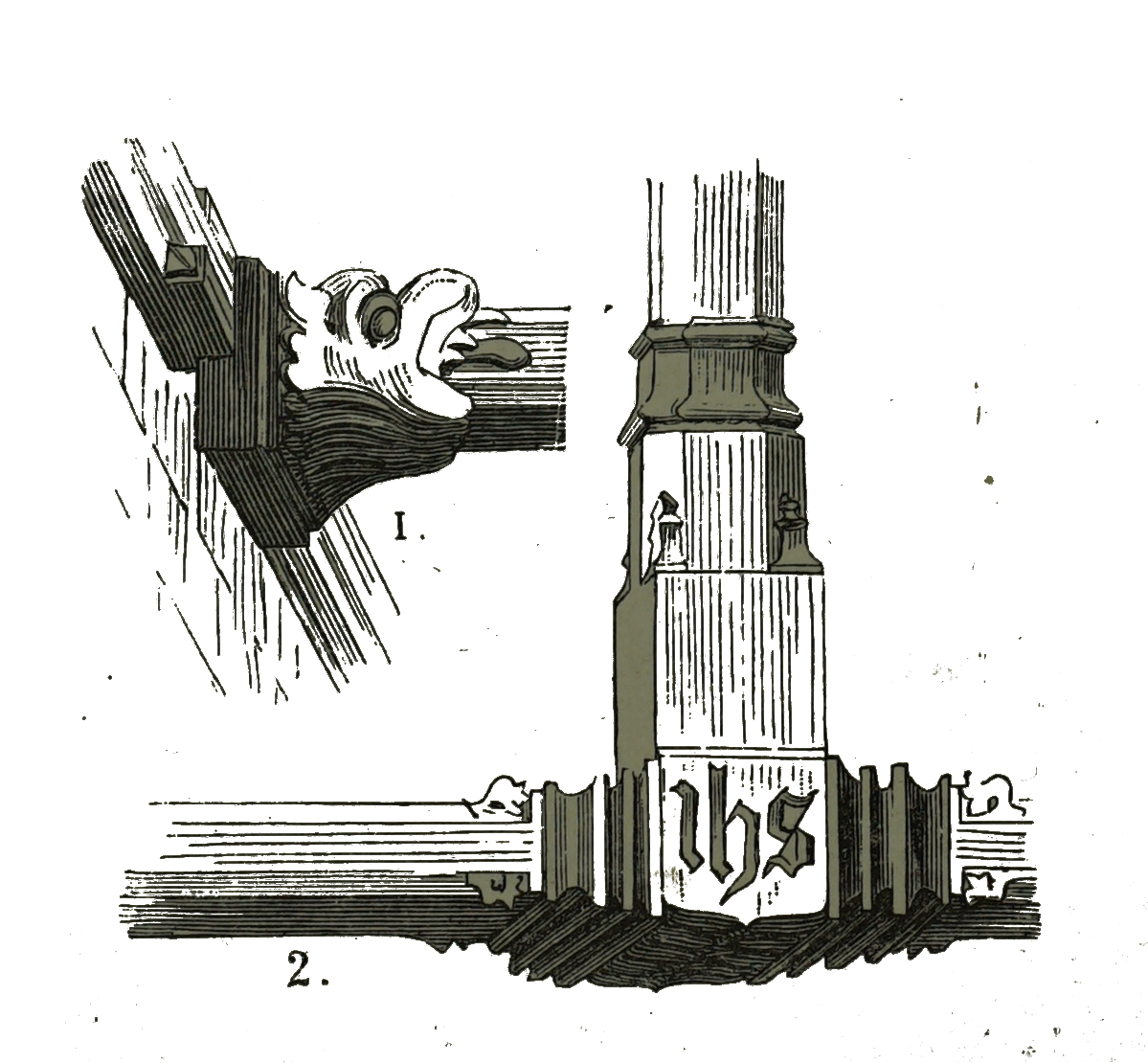
détail de poutres,
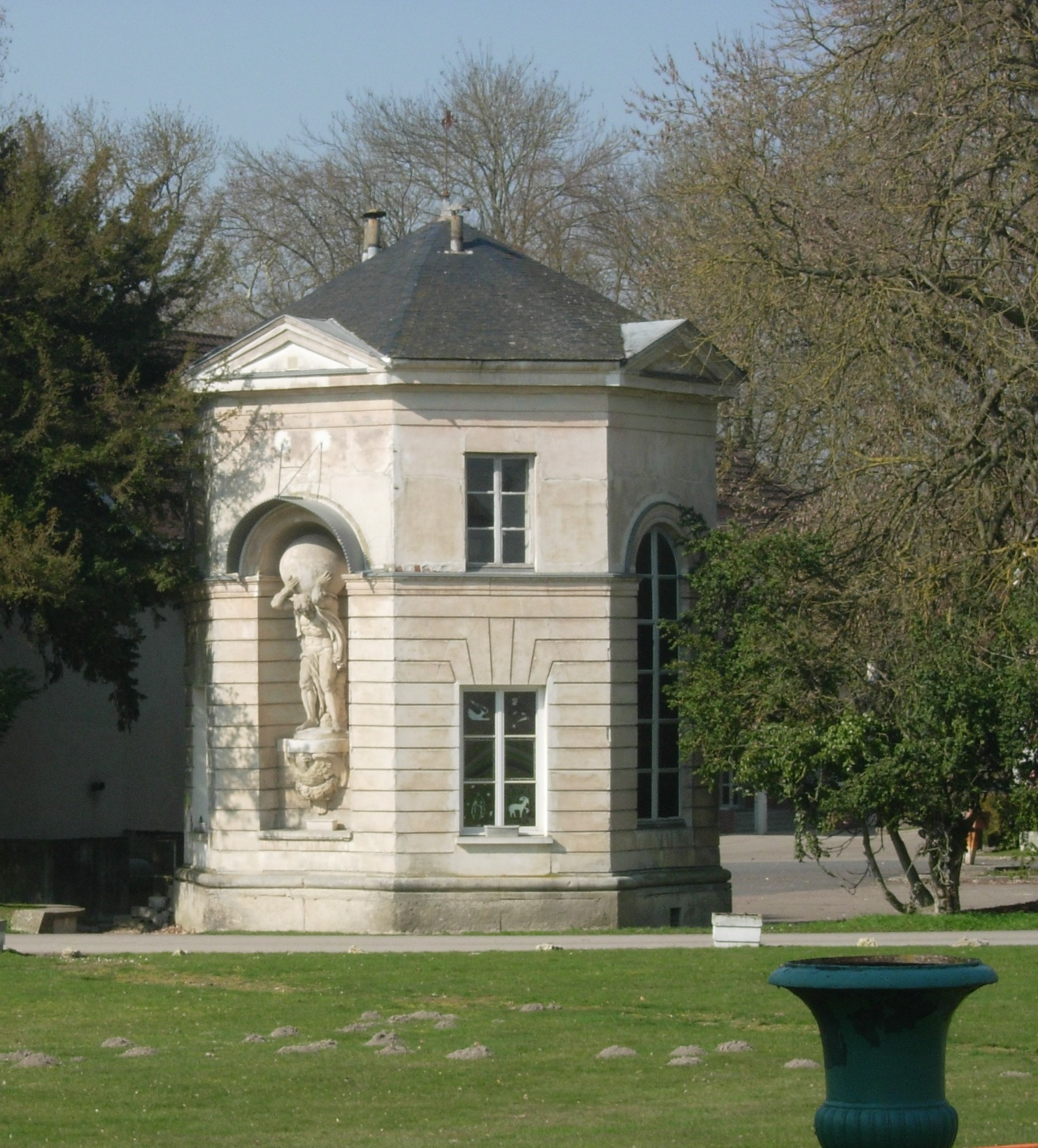
Château de Sainte-Maure,
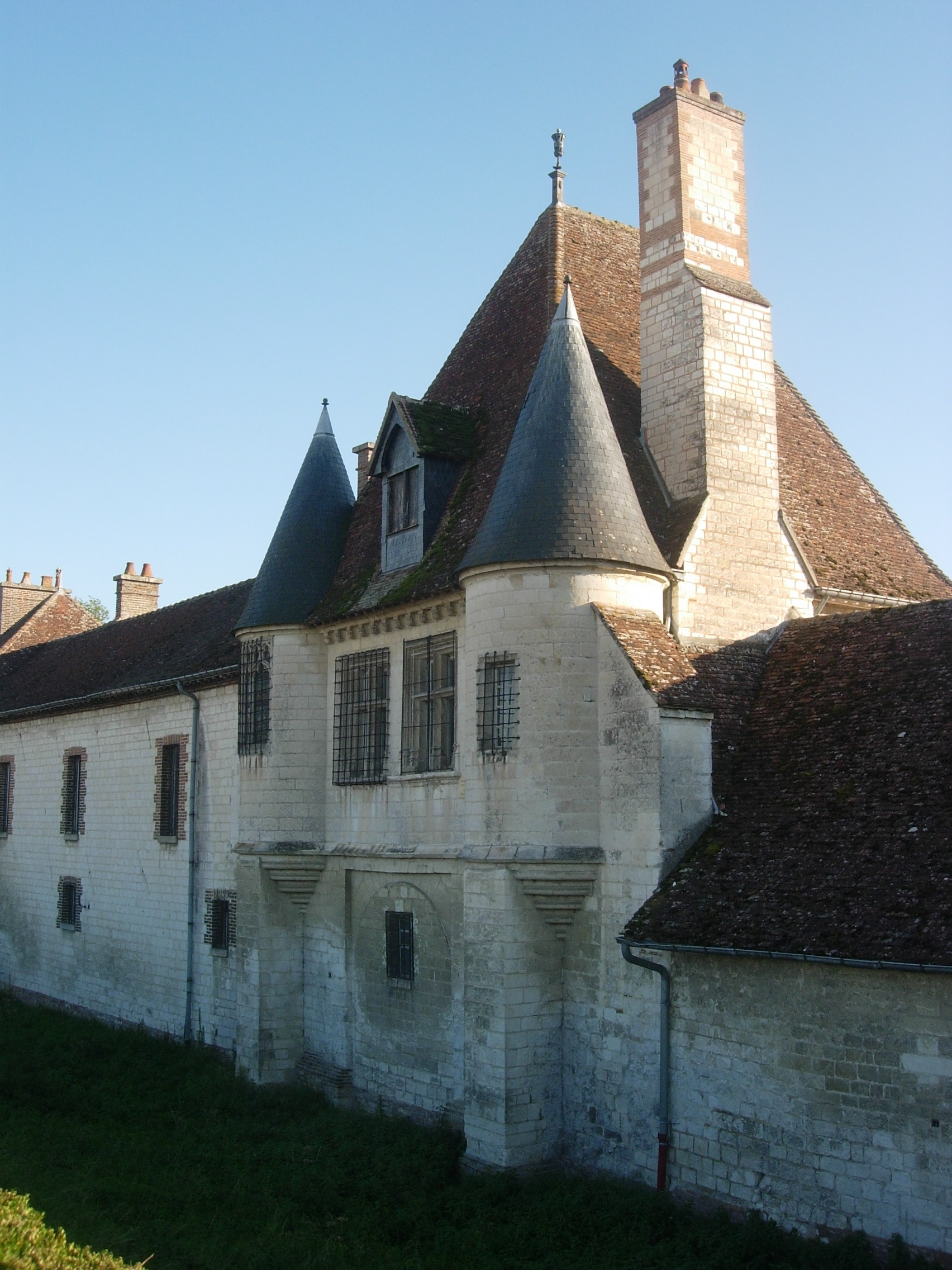
Château de Vermoise.